# .ky
.ky  é o código TLD (ccTLD) na Internet para as Ilhas Cayman.